# Ctenoplusia seyrigi
Ctenoplusia seyrigi är en fjärilsart som beskrevs av Claude Dufay 1968. Ctenoplusia seyrigi ingår i släktet Ctenoplusia och familjen nattflyn. Inga underarter finns listade i Catalogue of Life.